# Springer spaniel de Gales
Springer spaniel de Gales[Nota] (em inglês:  Welsh Springer Spaniel) é uma raça canina oriunda do País de Gales. Este canino, bem como muitos outros, tem suas origens pouco conhecidas e seus cruzamentos artificiais especulados. Acredita-se que a antecessora desta raça tenha sido levada à Bretanha antes da chegada romana. Isolada, encontrou o ambiente perfeito para se desenvolver como raça distinta e figurar em pinturas do século XVI como caçadora.
Fisicamente é um cão menor que seu parente inglês, tem a cabeça mais afinada e uma pelagem, que varia entre o vermelhor vivo e o escuro sempre com o fundo em branco. Podendo atingir até os 48 cm é, em aspecto geral, um animal de medidas proporcionais e compactas, construído para ser resistente ao trabalho. Consegue ser rápido devido à sua propulsão e impulsão.